# Campionato italiano maschile di pallacanestro 1925
Il campionato italiano maschile di pallacanestro 1925 rappresenta la sesta edizione del massimo campionato italiano di pallacanestro. Fu organizzato dalla Federazione Italiana Palla al Cesto, in precedenza denominata Federazione Italiana Basket-Ball.
Per la quarta volta in cinque stagioni il torneo è stato vinto dall'ASSI Milano guidata da Guido Brocca. Al secondo posto si è classificata la Pro Roma, al terzo lo YMCA Torino.

## Fase finale[1]

### Semifinali
| Venezia 24 maggio 1925 | ASSI Milano | 54 – 14 | De Amicis Trieste |  |

| Roma 31 maggio 1925 | Pro Roma | 41 – 8 | Virtus Goliardica Napoli |  |

| Novara 14 giugno 1925 | ASSI Milano | 28 – 12 | YMCA Torino |  |

### Finale
| Milano 28 giugno 1925 | ASSI Milano | 2 – 0 (rinuncia) | Pro Roma |  |

## Verdetti
- Campione d'Italia:  ASSI Milano

Formazione: Luigi Binda, Guido Brocca (capitano), Carlo Canevini, Giannino Valli, Camillo Veronesi. Allenatore: Guido Brocca.